# Avenida Arnele (Tranvía de San Diego)
La Avenida Arnele es una estación del Tranvía de San Diego en El Cajón, California que funciona con las líneas Verde y la Línea Naranja. La siguiente estación es Gillespie field y la estación anterior es Amaya Drive. La estación se encuentra a unas pocas cuadras del centro comercial Westfield Horton Plaza.

## Conexiones
- Esta estación solo tiene conexión con los autobuses 848, 871/872 y 874/875. del Sistema de Tránsito Metropolitano MTS.[1]